# Língua botlikh
Botlikh (ou Botlix) é uma língua Ândica da famíliaCaucasiana Noroeste falada pelo povo Botlikh nas vilas de Buikhe e Ashino no sudoeste do Daguestão, Rússia por cerca de 5.500 pessoas conforme Koryakov  (2006).

## Escrita
A língua Botlikh usa uma versão própria do alfabeto cirílico com 46 letras